# ぷちぐるラブライブ!
『ぷちぐるラブライブ!』は、ラブライブ!シリーズのスマートフォンアプリの1つ。ジャンルはぬいぐるみタップパズル。配信・運営はポケラボ。サービス期間は2018年4月24日 - 2019年5月31日。

## 概要
オールメディアプロジェクト『ラブライブ!』『ラブライブ!サンシャイン!!』から派生したゲーム作品。ラブライブ!のグッズの一つ「寝そべりぬいぐるみ」をモチーフとした「ぷちぐる」を消していくパズルゲームとなっている。
2017年9月25日に情報が解禁され、同時に事前登録が開始された。2019年5月31日をもってサービス終了となった。
先に存在していたラブライブ!のゲーム「ラブライブ! スクールアイドルフェスティバル」とも連携がとられており、配信開始日にはスクフェス内のお知らせで宣伝が行われたり、合同イベントを開催するなどしていた。
2024年4月1日には、エイプリルフール特別編として、『ラブライブ!蓮ノ空女学院スクールアイドルクラブ』を題材とした「ぷちぐるラブライブ！ feat.蓮ノ空」が配信された。なお、4月2日以降も蓮ノ空女学院スクールアイドルクラブ公式サイトの下部の寝そべり日野下花帆をクリックすることで引き続きプレイすることが可能。

## ゲーム内容
基本無料のアイテム課金制。ゲームの内容は、ミッション・スコアアタックが主なモードとなっている。ミッションでは曲ごとにいくつかの課題が用意されており、クリアすることでアイテムが入手できる。
プレイヤーのステータスは以下の通り。
ハート
ミッションを行うときに消費するポイント。時間の経過とともに回復する。1日1回友達にハートを送ることができる。
ゴールド
ガチャ、ぷちぐるのレベル解放を行うときに消費するポイント。ぷちぐるをたくさん消したり、ゴールドボムを消すことで入手できる。
ジュエル
本作品における課金アイテム。イベントの報酬などでも入手できる。ハートの補充、ミッションのコンティニュー、ぷちぐるガチャに使用する。
友達
協力関係にある他のプレイヤーのこと。登録した相手はミッション中に助っ人として登場する。1日1回友達にハートを送ることができる。

### ミッション
本作品のメインモードとなるモード。
まず事前に、3体のぷちぐるでユニットを編成しておく（制限は特にないが、ミッションによっては指定されているものが存在する）。ゲームが開始すると楽曲と当時にぷちぐるが上から降ってきて、ぷちぐるを消すたびに新たに補充されていく。2つ以上並んだぷちぐるをタッチすればぷちぐるが消え、並んだ数が一定以上であればゴールドを獲得でき、さらに特定のボムが降ってくる。
画面下には「スキルゲージ」と「ショータイムゲージ」の2種類のゲージが存在する。「スキルゲージ」が最大までたまるとスキルが発動できるようになる。「ショータイムゲージ」が最大までたまると「ショータイム」に突入。獲得スコアが大幅に増大し、楽曲がサビの部分に変化する。
残り時間が0になった時点でゲーム終了となるが、その時点でボムやスキルが残っていた場合、「ラストボーナス」として自動的に消費されスコアが加算される。
各楽曲にはμ'sの曲・Aqoursの曲の2種類に分かれており、ユニットと合致していればスコアが上昇しやすくなる。
プレイ時には他プレイヤーを1人を助っ人としてに招くことができ、相手が設定したぷちぐるの特技を使用できる。助っ人となるプレイヤーはミッション開始前に選択できる。

### イベント
ゲームでは通常のプレイとは別に一定期間、イベントが開催されている。
それと同時にイベント内で使われている楽曲の衣装のぷちぐるが特効キャラとして実装され、ピックアップガチャも行われる。
イベント期間は３つのパートに分かれており、パートごとにミッションが解禁されたり、特効ぷちぐるの効力強化やピックアップの対象が変動する。
ミッションをこなすことで各種ブーストアイテムやコイン、イベントガチャを回すためのチケット、スキルアップアイテム、称号などが手に入る。
シンボル消去イベント
パズル内にチョコレート、アメ玉などのシンボルが出現し、ボムやスキルで巻き込むことで獲得できる。
シンボルの獲得数でミッションが進行していき、最大5つまでハートを消費することで獲得数を増やすことができる。
ミッションクリアイベント
100個のミッションが設定されたマップを、ミッションクリアしつつ進んでいく。マップは3つのエリアがあり、パートが進むことで開放されていく。
ミッションは3段階の達成条件が設定されている。次のミッションに進むだけなら1段階目を達成するだけでよいが、高い難度をクリアした方が良い報酬が手に入る。

### ぷちぐる
本作品では、ぬいぐるみで表現されたキャラクターのことを「ぷちぐる」と呼称する。ステータスは以下の通り。
- レベル - 経験値が一定に達すると上昇し、能力が向上する。一定レベルに達するとレベル解放が必要となる。
- 基本スコア - 基本となるスコア。レベルを上げることで増えていく。
- スキル - センターにしたときのみ発動できる能力。スキルゲージをためることで発動する。
- 特技 - ユニットに入れるだけで条件に応じて発動するスキル。

### ガチャ
ぷちぐるを獲得するにはガチャを回す必要がある。同じぷちぐるは1つまでしか持てず、既に持っているぷちぐるが出た場合は代わりにスキルレベルが上昇する。
ぷちぐるガチャ
ゴールドもしくはジュエルを消費することで回せる。入手できるぷちぐるに差異はない。
ピックアップガチャ
特定のぷちぐるが出やすくなっているガチャ。
イベントガチャ
イベントで入手できるチケットを消費することで回せる。通常のガチャとは異なるラインナップとなっている。

### さつえい
拡張現実（AR）を使った撮影ができる。

## 歴史
- 2017年
  - 9月25日、事前登録開始[2]
- 2018年
  - 4月24日、iOS・Androidで配信開始[1]。
  - 4月27日 - 5月18日、初のイベント（チョコレートパーティー）が開催。
  - 8月31日、サンリオとのコラボレーションを開始。開始前に行われた会見では、CYaRon!の3人が来場した[3][4]。
- 2019年
  - 3月28日、2019年5月31日12:00にサービスを終了すると発表[5]。
  - 5月31日、サービス終了。

## 登場人物
虹ヶ咲学園スクールアイドル同好会（ラブライブ!虹ヶ咲学園スクールアイドル同好会）は実装されないままサービス終了、Liella!（ラブライブ!スーパースター!!）はプロジェクトが発表される前にサービスが終了した。

### μ's
高坂 穂乃果（こうさか ほのか）
『ラブライブ!』の主人公。μ'sの発起人。いつも笑顔で、行動力に満ちている。
サンリオコラボではウィアーダイナソアーズを担当。
絢瀬 絵里（あやせ えり）
生徒会長。才色兼備のロシア系クォーター。
サンリオコラボではパティ&ジミーを担当。
南 ことり（みなみ ことり）
穂乃果の幼なじみ。おっとりした性格。
サンリオコラボではマイメロディを担当。
園田 海未（そのだ うみ）
穂乃果の幼なじみ。文武両道の大和撫子。
サンリオコラボではポチャッコを担当。
星空 凛（ほしぞら りん）
明るく活発で、体を動かすのが好きな少女。
サンリオコラボではけろけろけろっぴを担当。
西木野 真姫（にしきの まき）
医者の娘で、歌やピアノが得意なお嬢様。
サンリオコラボではおさるのもんきちを担当。
東條 希（とうじょう のぞみ）
生徒会副会長。関西弁でしゃべるスピリチュアル好きの少女。
サンリオコラボではぽこぽん日記を担当。
小泉 花陽（こいずみ はなよ）
凛の幼なじみ。内気でおとなしいが、アイドルに憧れを抱いている。
サンリオコラボではコロコロクリリンを担当。
矢澤 にこ（やざわ にこ）
「にっこにっこにー」を合言葉に、キャラ造りを欠かさないアイドル志望者。
サンリオコラボではクロミを担当。

### Aqours
高海 千歌（たかみ ちか）
『サンシャイン!!』の主人公。Aqoursの発起人。負けず嫌い。
サンリオコラボではハローキティを担当。
桜内 梨子（さくらうち りこ）
音ノ木坂学院から転入してきた。インドア派。
サンリオコラボではシナモロールを担当。
松浦 果南（まつうら かなん）
どこかクールで、ダイビングが得意。
サンリオコラボではタキシードサムを担当。
黒澤 ダイヤ（くろさわ ダイヤ）
生徒会長でルビィの姉。完璧主義者。抹茶プリンと妹のルビィが大好き。
サンリオコラボではポムポムプリンを担当。
渡辺 曜（わたなべ よう）
千歌のクラスメイト。高飛込みの選手。
サンリオコラボではみんなのたあ坊を担当。
津島 善子（つしま よしこ）
沼津出身。自らを「堕天使ヨハネ」と称している。
サンリオコラボではパタパタペッピーを担当。
国木田 花丸（くにきだ はなまる）
地元で代々続く寺院の娘。読書好きな文学少女。
サンリオコラボではバッドばつ丸を担当。
小原 鞠莉（おはら まり）
「シャイニー」を合言葉に、明るくて活発。イタリア系アメリカ人の父を持つハーフ。
サンリオコラボではザ ラナバウツを担当。
黒澤 ルビィ（くろさわ ルビィ）
ダイヤの妹で、花丸の親友。かなりの人見知り。
サンリオコラボではリトルツインスターズを担当。

### Saint Snow
鹿角 聖良（かづの せいら）
鹿角姉妹の姉。
鹿角 理亞（かづの りあ）
鹿角姉妹の妹。

### 蓮ノ空女学院スクールアイドルクラブ
特別編で登場する。
日野下 花帆（ひのした かほ）
103期生。
村野 さやか（むらの さやか）
103期生。
乙宗 梢（おとむね こずえ）
102期生。
夕霧 綴理（ゆうぎり つづり）
102期生。ぼーっとしているボクっ娘。
大沢 瑠璃乃（おおさわ るりの）
103期生。カリフォルニアからの帰国子女。充電が切れると動けなくなる。
藤島 慈（ふじしま めぐみ）
102期生。負傷して1度はスクールアイドルを辞めるが、瑠璃乃と再会したことでスクールアイドルの活動を再開する。「〇〇めぐー！」が決め台詞。

### ゲストキャラクター

#### サンリオキャラクターズ
シナモロール
『Snow halation』の衣装を着ている。
けろけろけろっぴ
『それは僕たちの奇跡』の衣装を着ている。
マイメロディ
『僕らは今のなかで』の衣装を着ている。
ハローキティ
『青空Jumping Heart』の衣装を着ている。
ガチャのためだけに、林原めぐみがポップコーンマシーンの台詞を変更し、録り下ろされている。
バッドばつ丸
『未来の僕らは知ってるよ』の衣装を着ている。
ポムポムプリン
『HAPPY PARTY TRAIN』の衣装を着ている。

## 寝そべりぬいぐるみ
本ゲームに登場する「ぷちぐる」のモチーフとなったぬいぐるみ。「ラブライブ!」第2期第4話で登場した、μ'sメンバーの顔が貼られたもぐらたたきがモデルになっている。セガプライズがゲームセンターの景品として商品化し、他作品にも波及するほど、 多数多種なグッズが展開される大ヒット商品となっている。
2018年3月より、全長1mの「テラジャンボ寝そべりぬいぐるみ」が発売された。当初はAqoursのみのラインナップだったが、ユーザーからの要望を受けて、μ'sと虹ヶ咲学園スクールアイドル同好会（スクールアイドルではない高咲侑も含む）もラインナップに入った。
2018年4月1日のエイプリルフールには、「ハイパーファビュラスアルティメットジャンボ寝そべりEX」と称した巨大なバルーンが登場した。